# Grand Prix moto du Qatar
Navigation

Circuit international de Losail (2023–présent).

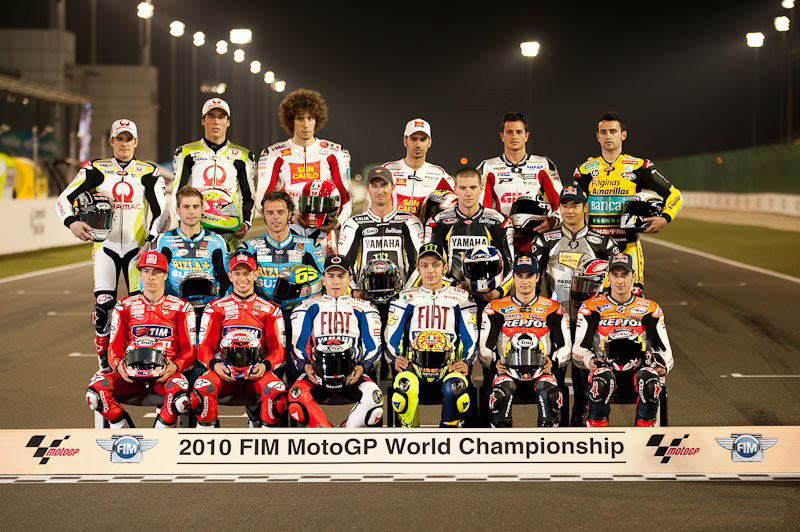
Pilotes du Grand Prix moto du Qatar 2010.

Le Grand Prix moto du Qatar (en arabe : جائزة قطر الكبرى للدراجات النارية) de vitesse est une épreuve du Championnat du monde de vitesse moto. Il est organisé sur le Circuit international de Losail depuis 2004.
En 2008, le Grand Prix devient la première épreuve de l'histoire du MotoGP à avoir lieu de nuit.
L’événement doit se dérouler sur le circuit international de Losail au moins jusqu’en 2031.

## Appellations officielles et sponsors
- 2004–2005: Marlboro Grand Prix of Qatar
- 2006–2016: Commercial Bank Grand Prix of Qatar[2]
- 2017–2018, 2022: Grand Prix of Qatar (pas de sponsor officiel)[3]
- 2019: VisitQatar Grand Prix[4]
- 2020: QNB Grand Prix of Qatar
- 2021: Barwa Grand Prix of Qatar[5]
- 2023–présent: Qatar Airways Grand Prix of Qatar[6]

## Palmarès

### Par saison
| Année | Circuit | Moto3             | Moto3        | Moto2               | Moto2        | MotoGP                | MotoGP       |
| Année | Circuit | Pilote            | Constructeur | Pilote              | Constructeur | Pilote                | Constructeur |
| ----- | ------- | ----------------- | ------------ | ------------------- | ------------ | --------------------- | ------------ |
| 2025  | Losail  | Angel Piqueras    | KTM          | Aron Canet          | Kalex        | Marc Márquez          | Ducati       |
| 2024  | Losail  | David Alonso      | CFMoto       | Alonso Lopez        | Boscoscuro   | Francesco Bagnaia     | Ducati       |
| 2023  | Losail  | Jaume Masiá       | Honda        | Fermin Aldeguer     | Boscoscuro   | Fabio Di Giannantonio | Ducati       |
| 2022  | Losail  | Andrea Migno      | Honda        | Celestino Vietti    | Kalex        | Enea Bastianini       | Ducati       |
| 2021  | Losail  | Jaume Masiá       | KTM          | Sam Lowes           | Kalex        | Maverick Viñales      | Yamaha       |
| 2020  | Losail  | Albert Arenas     | KTM          | Tetsuta Nagashima   | Kalex        | Annulé                | Annulé       |
| 2019  | Losail  | Kaito Toba        | Honda        | Lorenzo Baldassarri | Kalex        | Andrea Dovizioso      | Ducati       |
| 2018  | Losail  | Jorge Martín      | Honda        | Francesco Bagnaia   | Kalex        | Andrea Dovizioso      | Ducati       |
| 2017  | Losail  | Joan Mir          | Honda        | Franco Morbidelli   | Kalex        | Maverick Viñales      | Yamaha       |
| 2016  | Losail  | Niccolò Antonelli | Honda        | Thomas Lüthi        | Kalex        | Jorge Lorenzo         | Yamaha       |
| 2015  | Losail  | Alexis Masbou     | Honda        | Jonas Folger        | Kalex        | Valentino Rossi       | Yamaha       |
| 2014  | Losail  | Jack Miller       | KTM          | Esteve Rabat        | Kalex        | Marc Márquez          | Honda        |
| 2013  | Losail  | Luis Salom        | KTM          | Pol Espargaró       | Kalex        | Jorge Lorenzo         | Yamaha       |
| 2012  | Losail  | Maverick Viñales  | FTR Honda    | Marc Márquez        | Suter        | Jorge Lorenzo         | Yamaha       |
| Année | Circuit | 125 cm3           | 125 cm3      | Moto2               | Moto2        | MotoGP                | MotoGP       |
| Année | Circuit | Pilote            | Constructeur | Pilote              | Constructeur | Pilote                | Constructeur |
| 2011  | Losail  | Nicolás Terol     | Aprilia      | Stefan Bradl        | Kalex        | Casey Stoner          | Honda        |
| 2010  | Losail  | Nicolás Terol     | Aprilia      | Shoya Tomizawa      | Suter        | Valentino Rossi       | Yamaha       |
| Année | Circuit | 125 cm3           | 125 cm3      | 250 cm3             | 250 cm3      | MotoGP                | MotoGP       |
| Année | Circuit | Pilote            | Constructeur | Pilote              | Constructeur | Pilote                | Constructeur |
| 2009  | Losail  | Andrea Iannone    | Aprilia      | Héctor Barberá      | Aprilia      | Casey Stoner          | Ducati       |
| 2008  | Losail  | Sergio Gadea      | Aprilia      | Mattia Pasini       | Aprilia      | Casey Stoner          | Ducati       |
| 2007  | Losail  | Héctor Faubel     | Aprilia      | Jorge Lorenzo       | Aprilia      | Casey Stoner          | Ducati       |
| 2006  | Losail  | Álvaro Bautista   | Aprilia      | Jorge Lorenzo       | Aprilia      | Valentino Rossi       | Yamaha       |
| 2005  | Losail  | Gábor Talmácsi    | KTM          | Casey Stoner        | Aprilia      | Valentino Rossi       | Yamaha       |
| 2004  | Losail  | Jorge Lorenzo     | Derbi        | Sebastián Porto     | Aprilia      | Sete Gibernau         | Honda        |

### Par pilotes (vainqueurs multiples)
| Nombre de victoires | Pilotes           | Victoires | Victoires              |
| Nombre de victoires | Pilotes           | Catégorie | Années de victoires    |
| ------------------- | ----------------- | --------- | ---------------------- |
| 6                   | Jorge Lorenzo     | MotoGP    | 2012, 2013, 2016       |
| 6                   | Jorge Lorenzo     | 250 cm3   | 2006, 2007             |
| 6                   | Jorge Lorenzo     | 125 cm3   | 2004                   |
| 5                   | Casey Stoner      | MotoGP    | 2007, 2008, 2009, 2011 |
| 5                   | Casey Stoner      | 250 cm3   | 2005                   |
| 4                   | Valentino Rossi   | MotoGP    | 2005, 2006, 2010, 2015 |
| 3                   | Maverick Viñales  | MotoGP    | 2017, 2021             |
| 3                   | Maverick Viñales  | Moto3     | 2012                   |
| 3                   | Marc Márquez      | MotoGP    | 2014, 2025             |
| 3                   | Marc Márquez      | Moto2     | 2012                   |
| 2                   | Andrea Dovizioso  | MotoGP    | 2018, 2019             |
| 2                   | Nicolás Terol     | 125 cm3   | 2010, 2011             |
| 2                   | Jaume Masià       | Moto3     | 2021, 2023             |
| 2                   | Francesco Bagnaia | MotoGP    | 2024                   |
| 2                   | Francesco Bagnaia | Moto2     | 2018                   |

### Par constructeurs (vainqueurs multiples)
| Nombre de victoires | Constructeur | Victoires | Victoires                                                              |
| Nombre de victoires | Constructeur | Catégorie | Années de victoires                                                    |
| ------------------- | ------------ | --------- | ---------------------------------------------------------------------- |
| 12                  | Aprilia      | 250 cm3   | 2004, 2005, 2006, 2007, 2008, 2009                                     |
| 12                  | Aprilia      | 125 cm3   | 2006, 2007, 2008, 2009, 2010, 2011                                     |
| 12                  | Kalex        | Moto2     | 2011, 2013, 2014, 2015, 2016, 2017, 2018, 2019, 2020, 2021, 2022, 2025 |
| 10                  | Honda        | MotoGP    | 2004, 2011, 2014                                                       |
| 10                  | Honda        | Moto3     | 2015, 2016, 2017, 2018, 2019, 2022, 2023                               |
| 9                   | Yamaha       | MotoGP    | 2005, 2006, 2010, 2012, 2013, 2015, 2016, 2017, 2021                   |
| 9                   | Ducati       | MotoGP    | 2007, 2008, 2009, 2018, 2019, 2022, 2023, 2024, 2025                   |
| 6                   | KTM          | Moto3     | 2013, 2014, 2020, 2021, 2025                                           |
| 6                   | KTM          | 125 cm3   | 2005                                                                   |
| 2                   | Suter        | Moto2     | 2010, 2012                                                             |
| 2                   | Boscoscuro   | Moto2     | 2023, 2024                                                             |